# Elecciones regionales de Venezuela de 1998
Las elecciones regionales de Venezuela de 1998 se realizaron el 8 de noviembre. En estas elecciones se realizaron por primera vez comicios para elegir el cargo de gobernador en el Estado Vargas, además de elegirse los diputados a las Asambleas Legislativas Estatales.
El número de diputados estatales era determinado por la ley orgánica del del sufragio y participación política promulgada por el congreso nacional en 1997
el número de diputados estatales se aplicada de una lista basándose en la población de cada Entidad Federal a razón de un número de diputados no menor de 11 ni mayor de 23 diputados. El número de concejales municipales se determinaba por la misma ley, y era a razón de 5 a 17 concejales, en el caso del Distrito Federal, se elegían 25 concejales.
El periodo de mandato de los Gobernadores de los Estado, de los Diputados a las Asambleas legislativas, Alcaldes de los Municipios, y Concejales de los Municipios era de 3 años, los gobernadores de los Estados podían ser reelegidos para un nuevo mandato.

## Asambleas Legislativas
El número de diputados estatales electos era el siguiente:
LOSPP Artículo 4º Para integrar las Asambleas Legislativas se elegirá el número de Diputados que resulte de la aplicación de la siguiente escala: 
- Hasta 300.000 habitantes 11 Diputados
- De 300.001 a 500.000 habitantes 13 Diputados
- De 500.001 a 700.000 habitantes 15 Diputados
- De 700.001 a 900.000 habitantes 17 Diputados
- De 900.001 a 1.100.000 habitantes 19 Diputados
- De 1.100.001 a 1.300.000 habitantes 21 Diputados
- De 1.300.001 en adelante 1.300.001 en adelante 23 Diputados

| Estado        | Numero de Diputados Electos |
| ------------- | --------------------------- |
| Amazonas      | 11                          |
| Anzoategui    | 21                          |
| Apure         | 13                          |
| Aragua        | 23                          |
| Barinas       | 15                          |
| Bolívar       | 21                          |
| Carabobo      | 23                          |
| Cojedes       | 11                          |
| Delta Amacuro | 11                          |
| Falcon        | 17                          |
| Guarico       | 15                          |
| Lara          | 23                          |
| Merida        | 17                          |
| Miranda       | 23                          |
| Monagas       | 15                          |
| Nueva Esparta | 13                          |
| Portuguesa    | 17                          |
| Sucre         | 17                          |
| Tachira       | 19                          |
| Trujillo      | 15                          |
| Yaracuy       | 15                          |
| Zulia         | 23                          |
| Vargas        | 13                          |

## Gobernadores elegidos
| Estado        | Gobernador electo        | Partido/Alianza                                                  | %     |
| ------------- | ------------------------ | ---------------------------------------------------------------- | ----- |
| Amazonas      | José Bernabé Gutiérrez   | AD/MIN/ORA/UPA/II/VU/MiIdea/Renace/PQAC/Opina                    | 55,17 |
| Anzoátegui    | Alexis Rosas             | MVR/PPT/PCV/RIN/BR/MIRA/Viene/EPA/SI                             | 34,25 |
| Apure         | José Gregorio Montilla   | AD/Opina/ONDA                                                    | 54,25 |
| Aragua        | Didalco Bolívar          | MAS/MVR/Copei/ROGE/PPT/AST/LPJ/LCR/ORA/SI/BR/URD/MEP/Otros       | 72,44 |
| Barinas       | Hugo de los Reyes Chávez | MVR/MAS/PCV/PPT/SI/GE/BR/IPCN                                    | 43,56 |
| Bolívar       | Jorge Carvajal           | AD/Renace/Convergencia/DR/URD/Opina                              | 47,45 |
| Carabobo      | Henrique Salas Feo       | PV/PC/Gresandi                                                   | 49,82 |
| Cojedes       | José Alberto Galíndez    | AD/Convergencia/IAP/MIN/PCMI/URD/Apertura/IA/ORA/Opina/FPC/Otros | 54,14 |
| Delta Amacuro | Emeri Mata               | MERI/Copei/AD/URD/GD/Renovación/MEP/ORA/MIIO/AP/IRENE/Otros      | 56,20 |
| Falcón        | José Curiel              | Copei/PV/URD/MAS/SI/IRENE/LCR/Apertura/ORA/GE/MIN/Opina/Otros    | 49,97 |
| Guárico       | Eduardo Manuitt          | MVR/PPT/MAS/UPLP/BR/AA/CON/PCV/SI/MEP/URD/MR/Otros               | 48,01 |
| Lara          | Orlando Fernández Medina | MAS/MVR/Convergencia/OFM/LCR/SI/MIN/MEP/NH/MEP/BR/PCV/PPT/GE     | 53,53 |
| Mérida        | William Dávila           | AD/ORA/Renace/URD/PQAC/EL/ONDA                                   | 41,59 |
| Miranda       | Enrique Mendoza          | Copei/IRENE/TM/Chacao 92/PANA/ICC/PN/Avance Social/URD/otros     | 51,02 |
| Monagas       | Luis Eduardo Martínez    | AD/OCIM/Convergencia/MIO/DR/VOI/ORA/Renace/AA/ONDA/Opina/Otros   | 51,74 |
| Nueva Esparta | Rafael Tovar             | Copei/MAS/GRUA/GE/Padepo/Moncho/URD/MEP/LCR/Opina/Otros          | 46,31 |
| Portuguesa    | Iván Colmenares          | MAS/Copei/Convergencia/DDP/FDP/URD/SI/LCR/GE/PPT/IRENE/IPCN      | 48,72 |
| Sucre         | Eloy Gil                 | AD/Copei/Convergencia/Pacífico/PQAC/Renace/Opina                 | 48,20 |
| Táchira       | Sergio Omar Calderón     | Copei/Renace/GE/FD/MPI/LCR/IRENE/ICC/FP/MEP                      | 47,72 |
| Trujillo      | Luis González            | AD/FT/URD/VU/CFPI/ONDA/PQAC                                      | 46,31 |
| Vargas        | Alfredo Laya             | MVR/MAS/PPT/MEP/PCV/BR                                           | 39,27 |
| Yaracuy       | Eduardo Lapi             | Convergencia/Copei/PV/URD/Sol/IRENE/BES/EIY/ARDE/IDEY            | 56,00 |
| Zulia         | Francisco Arias Cárdenas | Copei/LCR/MVR/MAS/OFI/MANA/IRENE/PCV/AA/PRIZ/MBPZ/VU/GE/Otros    | 54,49 |

## Resultados por estado

### Amazonas
|  | 55.17 % |

|  | 44.69 % |

### Anzoátegui
|  | 34.25 % |

|  | 26.93 % |

|  | 24.80 % |

|  | 12.81 % |

### Apure
|  | 54.03 % |

|  | 36.82 % |

|  | 5.78 % |

|  | 1.84 % |

### Aragua
|  | 72.44 % |

|  | 15.13 % |

|  | 6.03 % |

### Barinas
|  | 43.56 % |

|  | 41.58 % |

|  | 6.03 % |

### Bolívar
|  | 47.45 % |

|  | 42.33 % |

|  | 3.44 % |

### Carabobo
|  | 49.82 % |

|  | 33.04 % |

|  | 14.62 % |

### Cojedes
|  | 54.14 % |

|  | 26.78 % |

|  | 11.68 % |

|  | 6.22 % |

### Delta Amacuro
|  | 56.20 % |

|  | 39.85 % |

### Falcón
|  | 49.97 % |

|  | 37.43 % |

|  | 11.68 % |

### Guárico
|  | 48.01 % |

|  | 46.96 % |

|  | 1.86 % |

### Lara
|  | 53.53 % |

|  | 44.01 % |

### Mérida
|  | 41.59 % |

|  | 30.98 % |

|  | 20.17 % |

|  | 2.53 % |

|  | 2.02 % |

|  | 1.13 % |

### Miranda
|  | 51.02 % |

|  | 31.29 % |

|  | 7.00 % |

|  | 5.69 % |

|  | 2.22 % |

### Monagas
|  | 51.74 % |

|  | 43.66 % |

|  | 3.38 % |

### Nueva Esparta
|  | 46.31 % |

|  | 41.33 % |

|  | 6.90 % |

|  | 4.54 % |

### Portuguesa
|  | 48.72 % |

|  | 44.32 % |

|  | 3.72 % |

### Sucre
|  | 48.20 % |

|  | 36.90 % |

|  | 7.04 % |

### Táchira
|  | 47.72 % |

|  | 21.54 % |

|  | 17.95 % |

|  | 9.30 % |

### Trujillo
|  | 46.33 % |

|  | 33.76 % |

|  | 14.83 % |

### Vargas
|  | 39.27 % |

|  | 36.13 % |

|  | 10.45 % |

|  | 6.29 % |

### Yaracuy
|  | 56.00 % |

|  | 28.65 % |

|  | 14.94 % |

|  | 6.29 % |

### Zulia
|  | 54.49 % |

|  | 44.50 % |

## Resultados nacionales por partido político

### Votos y porcentaje
| AD        | Copei   | MVR     | MAS     | PV      | LCR     | PPT     | Convergencia | Apertura | PCV    | Otros   |
| --------- | ------- | ------- | ------- | ------- | ------- | ------- | ------------ | -------- | ------ | ------- |
| 1.403.703 | 747.761 | 707.661 | 516.918 | 301.613 | 184.058 | 149.299 | 126.489      | 41.992   | 33.797 | 749.493 |
| 28,28%    | 15,07%  | 14,26%  | 10,42%  | 6,08%   | 3,71%   | 3,01%   | 2,55%        | 0,85%    | 0,68%  | 15,10%  |